# Gigi Meroni
Luigi „Gigi“ Meroni (* 24. Februar 1943 in Como; † 15. Oktober 1967 in Turin) war ein italienischer Fußballspieler.

## Leben
Meroni debütierte 1961 bei Como Calcio, wechselte zum CFC Genua und 1964 zu Torino Calcio, wo er seine größten Erfolge feierte. Er war ein dribbelstarker, schneller und torgefährlicher Rechtsaußen; in Anspielung auf seine Eleganz und Beweglichkeit sowie auf die Trikotfarbe von Torino trug er den Beinamen „La Farfalla Granata“ (deutsch „Der Granatrote Schmetterling“).
Gigi Meroni galt als eines der größten italienischen Fußballtalente seiner Zeit und war in Turin ein Idol. Nicht nur seine spektakuläre Spielweise, sondern auch seine exzentrische Erscheinung erregte Aufmerksamkeit, oft wurde er deshalb mit George Best verglichen. Er trug lange Haare, was zu jener Zeit in Italien noch völlig ungewöhnlich war und mehrmals zum Ausschluss aus der Nationalelf führte; er kleidete sich ungewöhnlich und schuf verschiedene Design-Objekte und Gemälde. Ein geplanter Wechsel zum Stadtrivalen Juventus Turin wurde aufgrund der empörten Proteste der Anhängerschaft des Toro abgesagt.

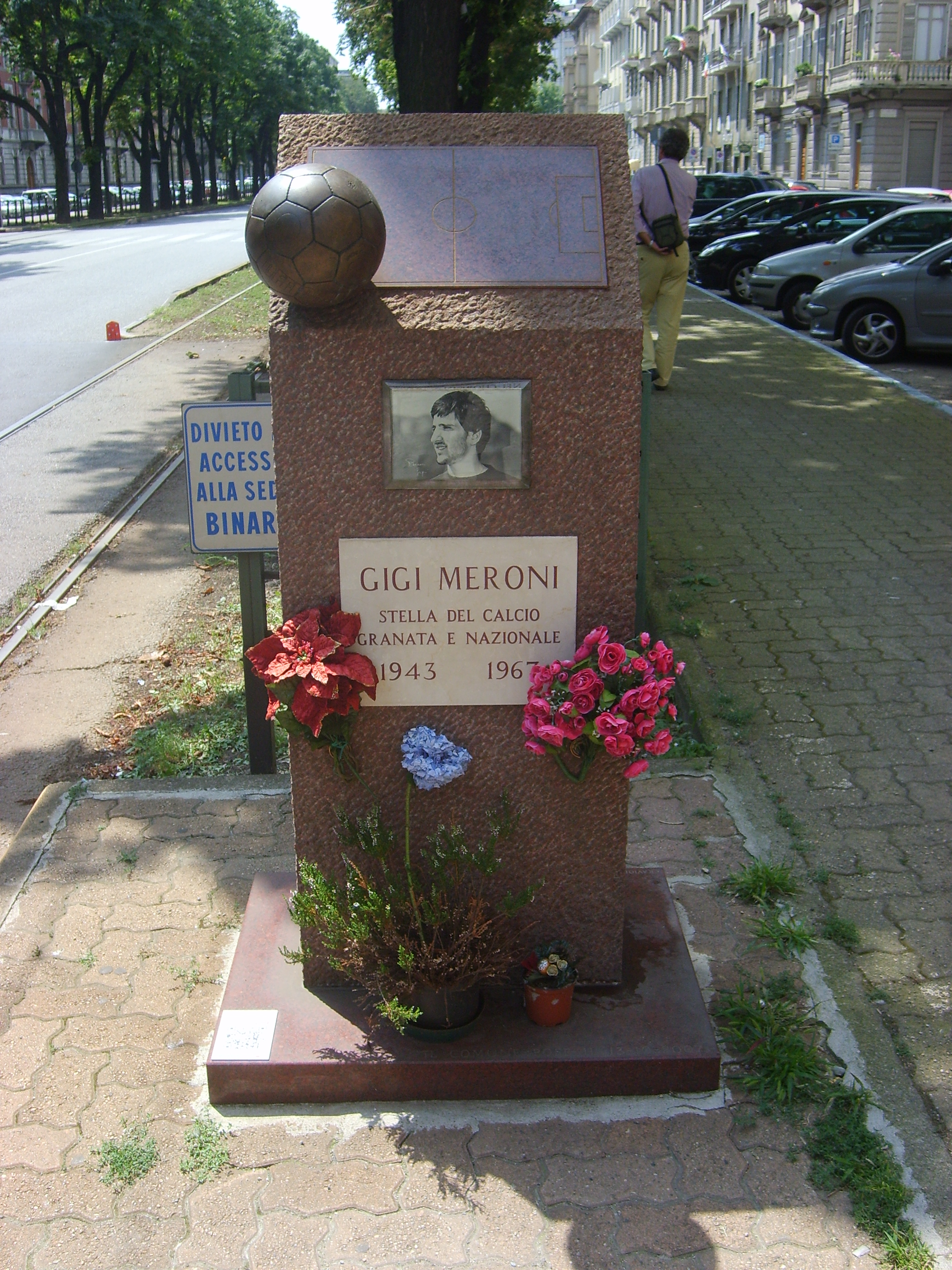
Gedenkstein an der Unfallstelle

Im Oktober 1967 wurde Meroni nach einem Liga-Spiel gegen Sampdoria Genua auf dem Corso Re Umberto in Turin beim Überqueren der Straße von einem Auto angefahren und starb wenig später an den erlittenen Verletzungen. Der Fahrer des Unglückswagens, ein Anhänger von Torino und Bewunderer Meronis, war Attilio Romero, der den Klub später als Präsident leitete.
Meroni liegt auf dem Cimitero Monumentale di Como in seiner Heimatstadt Como begraben. In München ist eine Amateur-Fußballmannschaft nach ihm benannt: US Gigi Meroni 1970 München.